# Euroregione
Nella politica europea, un'Euroregione (Euregio), o GECT (Gruppo Europeo di Cooperazione Territoriale), è una struttura di cooperazione transfrontaliera con personalità e capacità giuridica fra due o più territori collocati in diversi stati dell'Unione o del continente in genere.
La composizione di un GECT deve prevedere almeno due stati membri e v'è la possibilità che entità di paesi non UE partecipino qualora la legislazione del paese terzo o gli accordi tra stati membri e paesi terzi lo consentano.
È stato istituito ufficialmente con l'atto N. 1082/2006 nel Regolamento (CE) del Parlamento Europeo e del Consiglio il 5 luglio 2006.
Le euroregioni sono solitamente costituite per promuovere interessi che travalicano i confini e per cooperare per il bene comune delle popolazioni di confine. Anche se il termine "euroregione" ha un significato simile, non deve essere confuso con le normali regioni europee.

## Criteri per le Euroregioni
L'Associazione delle Regioni di Confine Europee stabilisce i seguenti criteri per l'identificazione delle euroregioni:
- un'associazione di autorità locali e regionali su ambo i lati del confine nazionale, talvolta con un'assemblea parlamentare;
- un'associazione transfrontaliera con un segretariato permanente e una squadra tecnica e amministrativa dotata di risorse proprie;
- di diritto privato, basata su associazioni o fondazioni no-profit, su ambo i lati del confine, in accordo con le rispettive leggi nazionali vigenti;
- di diritto pubblico, basata su accordi interstatali, che hanno a che fare tra le altre cose, con la partecipazione delle autorità territoriali.

## In Italia
Il GECT è stato ratificato dal Senato e dalla Camera dei deputati tra il marzo e il giugno 2009 (L. n. 88 del 7 luglio 2009, pubblicata nella Gazzetta Ufficiale del 14 luglio 2009, n. 161, SO).
Le Euroregioni che vedono coinvolte le amministrazioni regionali italiane e si avvarranno (o intendono avvalersi) del GECT sono:
- Eusalp
- Euroregione Alpi-Mediterraneo[5]
- Euregio Tirolo-Alto Adige-Trentino[6]
- Euregio Senza Confini[7] (Carinzia, Friuli-Venezia Giulia e Veneto)
- Regio Insubrica
- Interregio Marittimo it-fr maritime (Varo, Alpi Marittime, Corsica, Liguria, costa toscana e Sardegna)
- Comunità di lavoro Alpe Adria[8]
- Euroregione Adriatico Ionica[9]
- Euromed[10]

## Convenzioni di nomenclatura
La nomenclatura per designare il concetto di euroregione è piuttosto varia e comprende: 
GECT, EGCT, euregio, euregion, euroregion, europaregione, euroregione, grande regione, regio o consiglio.

### Riferimenti normativi
- Regolamento (CE) n. 1082/2006 del Parlamento europeo e del Consiglio del 5 luglio 2006 relativo a un gruppo europeo di cooperazione territoriale (GECT).